# トム・ザカライセック
トム・ザカライセック（英語: Tom Zakrajsek, 1963年12月10日 - ）は、アメリカ合衆国出身の男性元フィギュアスケート選手で、のちにフィギュアスケートコーチ。

## 経歴
7歳の時にスケートを始める。現役中には6度、全米選手権に出場。1985年にはペアスケーターとしても全米選手権に出場した。1991年にミズーリ州のサントジョセフでコーチを始め、その後、現在も所属しているコロラドスプリングスのブロードムア・スケーティングクラブに移った。
今まで担当した生徒はジェレミー・アボット、ライアン・ブラッドレイ、アン・パトリス・マクドノー、オースティン・カナラカン、アレクシ・ギレス、レイチェル・フラット、アグネス・ザワツキー、マックス・アーロン、ジョシュア・ファリスなど。ブラッドレイは引退するまでの22年間、指導を受けていた。